# Ganbat Bat-Yalalt
Ganbat Bat-Yalalt (9 maggio 1981) è un ex calciatore mongolo, di ruolo centrocampista.

## Carriera

### Club
Ha giocato in patria con l'Ulaanbaatar Mon-Uran.

### Nazionale
Ha esordito nel 2003 con la Nazionale mongola.